# Флаг Изобильненского городского округа
Флаг Изоби́льненского городского округа Ставропольского края Российской Федерации — опознавательно-правовой знак, составленный и употребляемый в соответствии с вексиллологическими правилами, служащий официальным символом муниципального образования и отражающий исторические, культурные, социально-экономические, национальные и иные местные традиции.
Первоначально данный флаг был утверждён 24 апреля 2014 года решением Совета Изобильненского муниципального района № 138 флагом Изобильненского муниципального района Ставропольского края и внесён в Государственный геральдический регистр Российской Федерации с присвоением регистрационного номера 10388.
Решением Думы Изобильненского городского округа от 22 декабря 2017 года № 69 данный флаг был установлен в качестве официального символа Изобильненского городского округа Ставропольского края.

## Описание
Описание флага Изобильненского муниципального района гласит:

Флаг представляет собой горизонтальное полотнище с соотношением сторон 2:3, вертикально разделенное по диагонали справа налево голубой громовой стрелой на красное и белое. На красном – золотой (жёлтый) рог изобилия, наполненный золотыми (жёлтыми) пшеничными колосьями, на белом — голубой огонь.— Статья 3 «Положения о гербе Изобильненского муниципального района Ставропольского края»

## Обоснование символики
Флаг Изобильненского муниципального района построен на основе герба района, и смысловое значение его композиции определено толкованием символики герба муниципального района.
Изображение золотого рога изобилия прямо указывает на название района, а также олицетворяет его «природное, экономическое и духовное богатство». Золотые колосья, наполняющие рог, призваны напоминать о развитом аграрном секторе экономики муниципального образования, «основой экономического благополучия которого до настоящего времени являются богатые урожаи зерновых», и об истории основания административного центра района — города Изобильного, «начало которому положили многочисленные хлебные ссыпки». Цвет рога изобилия и колосьев символизирует вечность, знатность, могущество, богатство, христианские добродетели (веру, справедливость, милосердие, смирение), «фундаментальное прошлое, стабильное настоящее и перспективное будущее района».
Голубая громовая стрела символизирует пересечение всей территории района рекой Егорлык, которая послужила основой для строительства Новотроицкого водохранилища, обеспечивающего питьевое водоснабжение семи муниципальных районов Ставропольского края, и Ставропольской ГРЭС — крупнейшей на Северном Кавказе электростанции, поддерживающей энергетическую безопасность Юга России. Цвет громовой стрелы означает красоту, величие, развитие, движение вперёд, надежду, мечту и напоминает о водных ресурсах муниципального образования.
Голубое пламя символизирует находящееся в Изобильненском муниципальном районе самое крупное в мире подземное хранилище природного газа («голубого топлива»), добычу, хранение и транспортировку которого осуществляют филиалы «Газпром трансгаз Ставрополь» — Изобильненское и Ставропольское линейно-производственные управления магистральных газопроводов.
Красный цвет фона, на котором размещено изображение рога изобилия, означает труд, мужество, жизненную силу, отвагу, дань уважения предкам, а белый цвет фона, на котором изображены языки пламени, — благородство, высокий нравственный и интеллектуальный потенциал, чистоту и правдивость.

## История
28 марта 2014 года проект символики Изобильненского муниципального района, разработанный ставропольским художником-геральдистом С. Е. Майоровым, поступил на рассмотрение геральдической комиссии при губернаторе Ставропольского края. Эскизы герба и флага получили поддержку как со стороны администрации и Совета Изобильненского района, так и со стороны членов комиссии. В итоге герб и разработанный на его основе флаг были одобрены и рекомендованы для направления в Геральдический совет при Президенте Российской Федерации.
24 апреля 2014 года депутаты Совета Изобильненского муниципального района утвердили официальные символы муниципального образования, и 5 мая 2014 года соответствующее решение было опубликовано в газете «Изобильненский муниципальный вестник».
15 сентября 2015 года на заседании геральдической комиссии, проходившем в Ставропольском государственном музее-заповеднике имени Г. Н. Прозрителева и Г. К. Праве, представителям администрации Изобильненского муниципального района были вручены свидетельства о регистрации символики муниципального образования в Государственном геральдическом регистре Российской Федерации (герб — под номером 10387, флаг — под номером 10388).